# Teutates
Teutates, Toutatis – według przekazu rzymskiego poety Lukana oraz inskrypcji sakralnych, jeden z trzech głównych bogów galijskich obok Taranisa i Esusa, emanacja boga wojny. 
Zaliczany do bóstw chtonicznych, miał charakter hippomorficzny (końskopodobny) i zakłada się, iż pierwotnie był innym bytem (hipostazą) bogini Epony. Czczony także przez Celtów wschodnich, na ich monetach wyobrażany był jako „bóstwo beznogie”.
Jego imię często pojawia się jako przydomek Marsa, podobnie często utożsamiany też z Mercuriusem (Merkurym). Tłumaczy się je jako „ojciec rodu” albo „ojciec plemienia (ludu)”. Niewykluczone, iż będąc przypuszczalnie bogiem jedności plemiennej, czczony jednak przez różne ludy celtyckie pod innym imieniem, był nie ogólnoceltyckim, ale lokalnym bóstwem konkretnego regionu.    
Składano mu w ofierze ludzi przez topienie ich w bagnach bądź też zanurzanie głową w beczkach (jak przedstawiono to w scenach ze znaleziska znanego jako kocioł z Gundestrup). 
Bóstwo to poznane jest przede wszystkim z inskrypcji wobec bardzo nielicznych przedstawień figuralnych. Za jedno z jego wyobrażeń uważana jest kamienna głowa z Mšeckich Žehrovic (datowana na II-I w. p.n.e.), ukazująca go w torkwesie, ze spiralnie zakręconymi wąsami i brwiami (wys. 25 cm, w zbiorach Muzeum Narodowego w Pradze).
Za prawdopodobny uważany jest związek imienia tego bóstwa z iryjskim pojęciem túath (lud) oraz z celtycką nazwą plemienną Teutonów (współcześnie przyjętą od łacińskiej formy Teutones).
Obecnie utrwalony w kulturze masowej i zapamiętany dzięki serii francuskich komiksów o Asteriksie, w których Galowie często przywołują jego imię zaklinając się „na Teutatesa”.

## Literatura dodatkowa
- Elizabeth Hallam: Bogowie i boginie. Warszawa: Diogenes, 1998
- Juliette Wood: Celtowie. Ludzie, mitologia, sztuka. Warszawa: Horyzont, 2002
- Maria Jaczynowska: Religie świata rzymskiego. Warszawa: PWN, 1987